# Campionati europei di atletica leggera indoor 1988 - 1500 metri piani femminili
I 1500 metri piani si sono tenuti il 5 e il 6 marzo 1988 presso lo Sportcsarnok di Budapest, in Ungheria.

## Risultati

### Batterie
Qualificazione: le prime due di ogni batteria (Q) e i 5 seguenti migliori tempi (q) vanno alla Finale.

#### Batteria 1
Sabato 5 marzo 1988.
| Posizione | Corsia | Nome                  | Nazionalità    | Tempo   | Note |
| --------- | ------ | --------------------- | -------------- | ------- | ---- |
| 1         | -      | Brigitte Kraus        | Germania Ovest | 4'16"02 | Q    |
| 2         | -      | Mitică Ivan-Constatin | Romania        | 4'16"80 | Q    |
| 3         | -      | Rita Csordós          | Ungheria       | 4'16"80 | q,   |
| 4         | -      | Heléna Barócsi        | Ungheria       | 4'16"85 | q    |
| 5         | -      | Anushka Dimitrova     | Bulgaria       | 4'17"67 |      |
| 6         | -      | Valentina Tauceri     | Italia         | 4'19"97 |      |
| 7         | -      | Elly van Hulst        | Paesi Bassi    | dns     |      |
| 8         | -      | Yvonne Grabner        | Germania Est   | dns     |      |

#### Batteria 2
| Posizione | Corsia | Nome               | Nazionalità      | Tempo   | Note |
| --------- | ------ | ------------------ | ---------------- | ------- | ---- |
| 1         | -      | Marina Yachmeneva  | Unione Sovietica | 4'10"15 | Q    |
| 2         | -      | Doina Melinte      | Romania          | 4'11"53 | Q    |
| 3         | -      | Maite Zúñiga       | Spagna           | 4'11"92 | q    |
| 4         | -      | Katalin Rácz       | Ungheria         | 4'12"77 | q    |
| 5         | -      | Christien Toonstra | Paesi Bassi      | 4'14"05 | q,   |
| 6         | -      | Uta Eckhardt       | Germania Ovest   | 4'23"59 |      |
| 7         | -      | Kathrin Wühn       | Germania Est     | dns     |      |
| 8         | -      | Vera Michallek     | Germania Est     | dns     |      |

### Finale
| Record mondiale       | Mary Decker   | 4'00"8 m | New York | 8 febbraio 1980  |
| Record dei Campionati | Doina Melinte | 4'02"54  | Il Pireo | 3 marzo 1985     |
| Capolista stagionale  | Andrea Lange  | 4'05"15  | Vienna   | 13 febbraio 1988 |

Domenica 6 marzo 1988.
| Pos.    | Corsia | Atleta                | Età | Nazione          | Tempo   | Note                          |
| ------- | ------ | --------------------- | --- | ---------------- | ------- | ----------------------------- |
| Oro     | -      | Doina Melinte         | 31  | Romania          | 4'05"77 |                               |
| Argento | -      | Mitică Ivan-Constatin | 25  | Romania          | 4'06"16 |                               |
| Bronzo  | -      | Brigitte Kraus        | 31  | Germania Ovest   | 4'07"06 |                               |
| 4       | -      | Marina Yachmeneva     | 26  | Unione Sovietica | 4'08"31 | Miglior prestazione personale |
| 5       | -      | Maite Zúñiga          | 23  | Spagna           | 4'11"31 | Miglior prestazione personale |
| 6       | -      | Katalin Rácz          | 22  | Ungheria         | 4'12"05 |                               |
| 7       | -      | Rita Csordós          | 21  | Ungheria         | 4'12"63 | Miglior prestazione personale |
| 8       | -      | Christien Toonstra    | 21  | Paesi Bassi      | 4'14"94 |                               |
| 9       | -      | Heléna Barócsi        | 21  | Ungheria         | 4'17"36 |                               |